# Chalais (Szwajcaria)
Chalais (niem. Schalei) – miejscowość i gmina (commune) w południowej Szwajcarii, w kantonie Valais, w okręgu (district) Sierre.  

## Demografia
W Chalais mieszka 3707 osób. W 2021 roku 18,9% populacji gminy stanowiły osoby urodzone poza Szwajcarią. 